# Muzikál Helen Kellerové
Muzikál Helen Kellerové (v anglickém originále Helen Keller! The Musical) je třináctý díl čtvrté řady amerického komediálního animovaného televizního seriálu Městečko South Park.

## Děj
Děti ze čtvrté třídy základní školy v South Parku se bojí konkurence z mateřské školy a tvrdě trénují vystoupení pro rodiče. Čvrťáci se rozhodnou zpestřit vystoupení tím, že muzikál Helen Kellerové The Miracle Worker bude v duchu díkuvzdání, do kterého zahrnou hudební čísla a speciální efekty. Kyle a Timmy jdou proto koupit krocana, ale Timmy si vybere postiženého, který toho moc nedokáže, a dá mu jméno Bubla. Eric se mezitím zkontaktuje s majitelem věhlasné krůty Alinicie. Majitel Alinicie Timmymu namluví, že údržbáři na vodní efekty jsou ve skutečnosti z útulku, kteří mu chtějí vzít jeho Bublu. Timmy ho zachrání a vyžene pryč. Bublu ale zachytí skutečný útulek, který ho odveze na jatka. Bubla je přežije, ale musí utíkat o život, protože ho zahlédne Jimbo, který rád střílí do živých zvířat. Když se Timmy dozví, že údržbáři jsou jen údržbáři, vyjde ven a začne svého krocana hledat, a to během vystoupení. Když chce Jimbo zastřelit krocana, trefí Timmyho. Jimbo mu to vynahradí tím, že během vystoupení zabije Alinicii. Vystoupení čtvrťáků, které postižený krocan zakončí úspěšným skokem přes hořící obruč, se rodičům i učitelům moc líbí, a tak začnou hlasitě tleskat. Čtvrťaci následně zhlédnou vystoupení mateřské školy, o kterém Butters tvrdil, že je úžasné, a zjistí, že se vůbec nedalo srovnat, protože bylo příšerné a velice krátké. Všichni se naštvou na Butterse až na Timmyho, který je rád, že má zpátky Bublu.